# Asia-Pacific Space Cooperation Organization
Die Asia-Pazific Space Cooperation Organization (APSCO) ist eine internationale Weltraumorganisation mit Sitz in Peking. Mitgliedsstaaten waren 2023  Bangladesch, die Volksrepublik China, Iran, die Mongolei, Pakistan, Peru, Thailand und die Türkei.
Die Übereinkunft zur Gründung der APSCO wurde am 28. Oktober 2005 in der Großen Halle des Volkes in Peking von  Bangladesch, China, Indonesien, dem Iran, der Mongolei, Pakistan, Peru und Thailand unterzeichnet. Vertreter aus Brasilien, Chile, den Philippinen, Russland und der Ukraine nahmen ebenfalls an der Gründungsfeier teil. 2006 trat auch die Türkei der APSCO bei, Indonesien trat später aus.
Die Ziele der APSCO sind:
1. Förderung und Stärkung gemeinsamer Raumfahrtprogramme zwischen ihren Mitgliedstaaten durch die Schaffung einer Grundlage für die Zusammenarbeit zur friedlichen Anwendung der Weltraumforschung und -technologie;
2. Effektive Förderung der Mitgliedstaaten in den Bereichen  Erforschung und Entwicklung von Weltraumtechnologie, Anwendungen und Ausbildung durch die Ausarbeitung und Implementierung von gemeinsamen Entwicklungsstandards
3. Förderung der Zusammenarbeit, die gemeinsame Entwicklung und Weitergabe von Errungenschaften zwischen den Mitgliedstaaten in der Weltraumtechnologie und ihrer Anwendungen sowie in Weltraumforschung durch Erschließung des Potenzials der Region.
4. Verbesserung der Zusammenarbeit zwischen den einschlägigen Unternehmen und Institutionen der Mitgliedstaaten sowie die Förderung der Anwendung von Weltraumtechnologien in der Industrie.
5. Lieferung eines Beitrags zur friedlichen Nutzung des Weltraums in der internationalen Zusammenarbeit im Bereich der Weltraumtechnologie und ihrer Anwendungen.[3]

Zum Erreichen dieser Ziele betreibt die APSCO in ihren Mitgliedsländern auch Wissenschaftspopularisierung unter Schülern und vergibt Stipendien an Hochschulstudenten. Bei diesem Tätigkeitsfeld wird sie seit dem 6. Juli 2023 von der mit der Nationalen Raumfahrtbehörde Chinas eng zusammenarbeitenden Chinesischen Raumfahrtstiftung (中国航天基金会) finanziell unterstützt.